# AKB48白熱論争
AKB48白熱論争（エイケイビーフォーティエイトはくねつろんそう）とは2012年（平成24年）8月26日に発売された書籍の名称。レーベルは幻冬舎新書。著者は小林よしのり、中森明夫、宇野常寛、濱野智史の4人。内容はAKB48に、マジではまってしまったこの4人がAKB48について論争をしたというものである。この論争では、なぜAKB48が売れ続けるかについてが語り尽くされ、そこから人が人を推すという行為から人気が出たと分析された。つまりAKB48というのは日本のエンターテイメント史上でも特異である「総選挙」を通じて全てのメディアを席巻する存在にまでなったということである。この書籍はAKB48を語り合ったことから日本人の無意識を読み解き、日本の公共性や未来までをも浮き彫りにしたという日本論である。
ただし、思想史家の仲正昌樹は、公共性に関する議論を参照している立場から、「AKB48とファンとの関係性はそもそも私的な範疇に留まっている以上、結局は日本社会的な『和』の一形態に過ぎず、真の意味で公的なものとは言えないのではないか」と真っ向から討論の前提に疑問を呈し、これまでの政治思想や社会科学における議論の内容を踏まえた上で、小林たち参加者が「公共性」という単語を誤解・曲解していることや、芸能人と政治家を比較することのナンセンスさなどを指摘し、「AKBを褒め称えたいという願望が先走りして、無意味な誉め言葉を羅列しているだけではないか」と参加者たちの発言内容の浅薄さを批判している。
また、ファンたちの単なる私的な願望に基づく集団行動の在り方に対して公共性や政治性を強引に結び付ける牽強付会な宇野や濱野たちの議論が、東浩紀の『一般意志2.0』における問題点を踏まえた上で、ネット上で自分の気に入らない人物を晒し上げてバッシングをする集団心理や、迷惑行為を繰り返す一部のアイドルファンの問題を挙げて、思い上がった考えを持った一部の過激なファンの傍若無人な振る舞いを助長させることにもつながる危険性を指摘している。